# Giovanni Pippan
Giovanni Pippan, conosciuto anche come Giovanni Pipan o Ivan Pipan (Trieste, 16 dicembre 1894 – Cicero, 31 agosto 1933), è stato un politico, sindacalista e antifascista italiano.
Fu protagonista della Repubblica di Albona del 1921. Emigrato negli Stati Uniti, fu assassinato nel 1933, molto probabilmente dalla mafia italoamericana o da simpatizzanti fascisti presso la comunità italiana.

## Biografia

### Primi anni di vita
Giovanni Pippan nacque a Trieste da Valentino Pippan e Maria Brissek. La sua famiglia potrebbe essere di origine friulana. Era sposato e rimase vedovo qualche tempo prima del 1921.

### La Repubblica di Albona
Nella primavera del 1921 Pippan fu inviato dal Partito Socialista Italiano per organizzare lo sciopero dei minatori di Albona nella penisola istriana. Il 1º marzo fu catturato da un gruppo di fascisti alla stazione ferroviaria di Pisino, dove fu picchiato. La notizia giunse ad Albona il giorno successivo e il 3 marzo i minatori si radunarono e decisero di occupare la miniera in risposta.
I minatori proclamarono la Repubblica di Albona nelle miniere occupate il 7 marzo con lo slogan Kova je naša ("La miniera è nostra"). Organizzarono un governo e la Guardia Rossa (comandata da Francesco Da Gioz) come protezione dalle forze dell'ordine italiane e iniziarono a gestire da soli la produzione delle miniere con il supporto di una sezione di agricoltori. L'8 aprile 1921 l'amministrazione italiana in Istria, rispondendo alle richieste di intervento dei proprietari delle miniere, decise di sopprimere la repubblica con la forza militare. 52 dei capi della ribellione furono incriminati per vari crimini, con Pippan che fu il primo sul foglio dell'accusa. Gli avvocati Edmondo Puecher, Guido Zennaro ed Egidio Cerlenizza difesero con successo l'imputato, e la giuria emise un'assoluzione. Poco dopo, a causa della minaccia alla sua vita da parte dei fascisti se fosse rimasto in Italia, partì per gli Stati Uniti.

### Chicago
Negli Stati Uniti, Pippan aiutò a organizzare i lavoratori della seta di Paterson nel New Jersey. Fu anche attivo nella campagna per salvare Sacco e Vanzetti e combatté contro elementi fascisti nella comunità di immigrati italiani. Divenne membro del Partito Comunista degli Stati Uniti d'America (1926-1931). Nel 1931 si recò a Chicago dove fu coinvolto nella sindacalizzazione degli autisti di consegna del pane.
Negli anni '20 e '30 le panetterie di Chicago erano controllate da criminali e consegnavano il pane di porta in porta su carri trainati da cavalli. Gli autisti volevano ridurre le loro lunghe ore e aumentare la loro paga, così nel 1933 si rivolsero alla Federazione Socialista per chiedere aiuto nella formazione di un sindacato. Pippan non solo formò un sindacato di autisti, ma iniziò anche a cercare di persuadere i fornai stessi a unirsi e a liberarsi dal controllo del racket. Fu assassinato a Cicero nell'Illinois. La data è variamente indicata come 29 o 31 agosto 1933.